# Кожевников, Валентин Александрович
Валентин Александрович Кожевников — советский хозяйственный, государственный и политический деятель.

## Биография
Родился в 1922 году в деревне Реброво. Член КПСС.
Образование высшее (окончил энергетический факультет ЛИИЖТ)
Участник Великой Отечественной и советско-японской войны в составе 103-й стрелковой дивизии.
С 1951 года — на хозяйственной, общественной и политической работе.
- В 1951—1966 гг. — мастер, прораб, начальник турбинного цеха по монтажу, главный инженер и начальник монтажного управления, главный инженер треста «Севзапэнергомонтаж»[1].
- В 1966—1977 гг. — управляющий треста «Севэнергострой»[1].
- В 1978—1983 гг. — заместитель Министра энергетики и электрификации СССР[1].
- В 1983—1995 гг. — управляющий трестом/генеральный директор ООО «Севэнергострой»[1].

За сооружение и освоение в ЭССР первых в мире электростанций большой мощности, работающих на местном сланцевом топливе был в составе коллектива удостоен Государственной премии СССР в области науки и техники 1980 года.
Умер в Санкт-Петербурге в 1995 году.